# Alfred Nordhøj Kann
Alfred Erik Nordhøj Kann (* 12. August 2004) ist ein dänischer Schauspieler.

## Leben und Karriere
Kann wurde am 12. August 2004 geboren. Er ist der Sohn des Schauspielers Pelle Nordhøj Kann und der Produzentin Anne Christine Worre Sørensen. Sein Debüt gab er 2012 in dem Kurzfilm Vildfugl. Anschließend war er 2014 in dem Kurzfilm Sankt Hans zu sehen. 2015 spielte er in eine Folge in Sjit Happens mit. Unter anderem trat er 2020 in der Serie Julefeber auf. Seine erste Hauptrolle bekam er 2018 in dem Film Far til fire i solen. Von 2020 bis 2021 bekam er eine Rolle in Akavet. Außerdem setzte er 2022 seine Karriere in Pretty Young Thing fort. 2024 wird er in dem Film Børnene fra Sølvgade die Hauptrolle spielen.

## Filmografie
Filme
- 2012: Vildfugl
- 2014: Sankt Hans
- 2018: Far til fire i solen
- 2022: Pretty Young Thing

Serien
- 2015: Sjit Happens
- 2020: Julefeber
- 2020–2021: Akavet
- 2023: Salsa